# Avia BH-3
O Avia BH-3 foi um caça produzido na Checoslováquia em 1921. Conceitualmente um sucessor do avião desportivo BH-1, era um monoplano de asa baixa de configuração e trem de pouso convencional. Após testes favoráveis à aeronave em junho de 1921, dez aeronaves foram adquiriras pela Força Aérea Checoslovaca. Estes foram entregues em 1923 sob a designação militar B.3. O modelo provou ser temperamental em serviço e logo foi transformado como avião de treinamento, servindo até 1927.

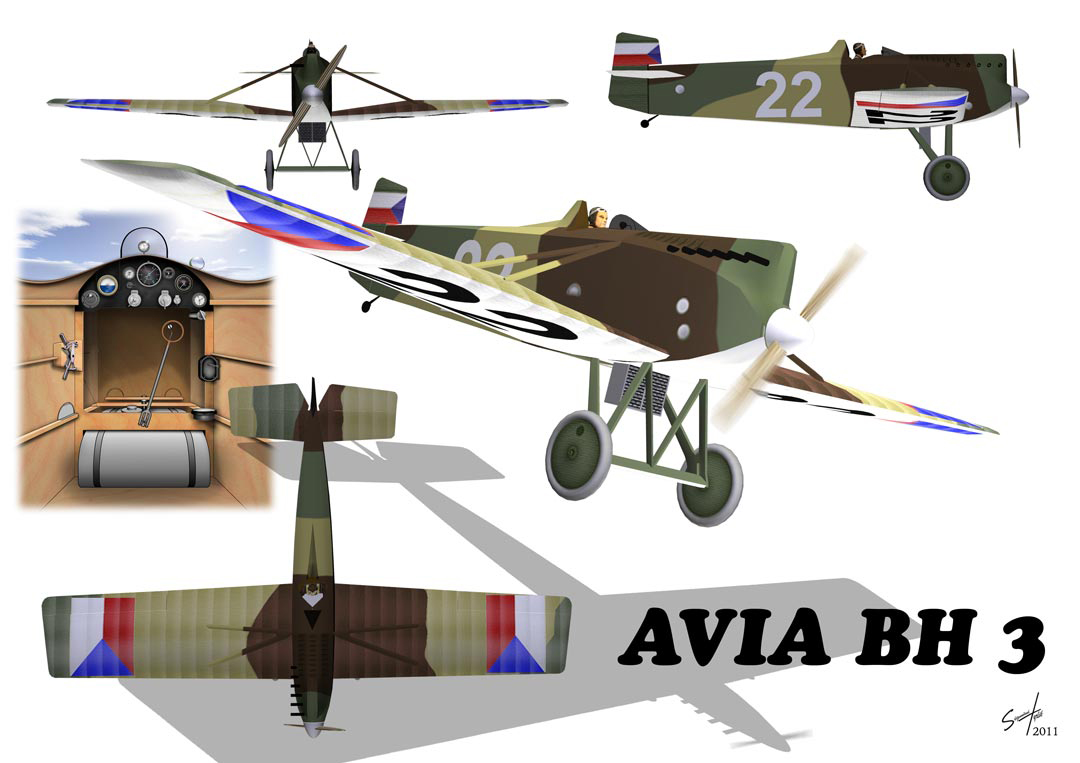
Montagem de um Avia BH-3

## Histórico operacional
- 1º Regimento Aéreo, Força Aérea Checoslovaca